# Rawon

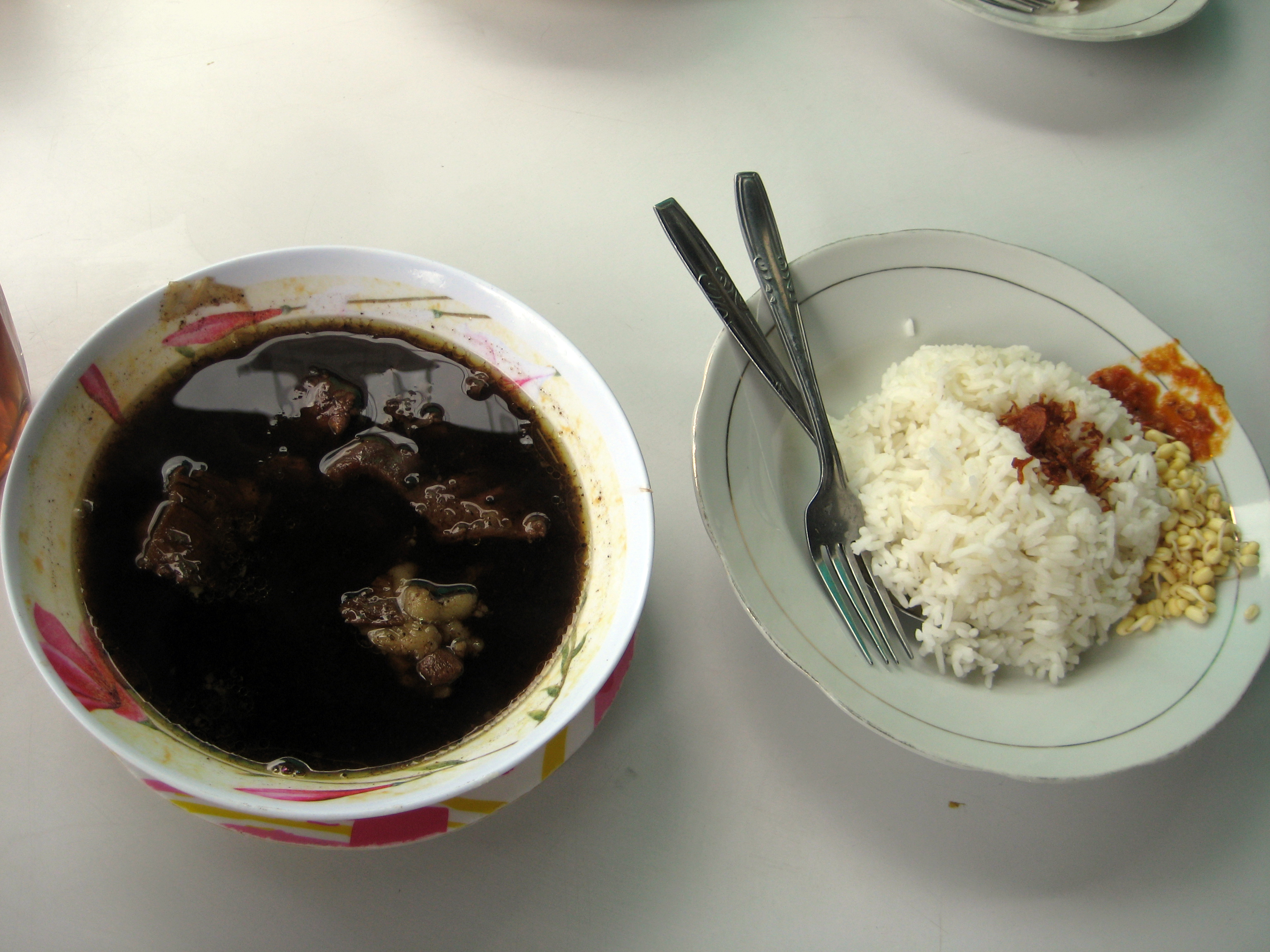
Rawon in Surabaya, Ost-Java

Rawon (javanisch ꦫꦮꦺꦴꦤ꧀) ist eine indonesische Fleischsuppe. Die aus Ost-Java stammende Rawon verwendet die schwarze Keluak-Nuss als Hauptgewürz, die der Suppe eine dunkle Farbe und einen nussigen Geschmack verleiht.

## Zutaten

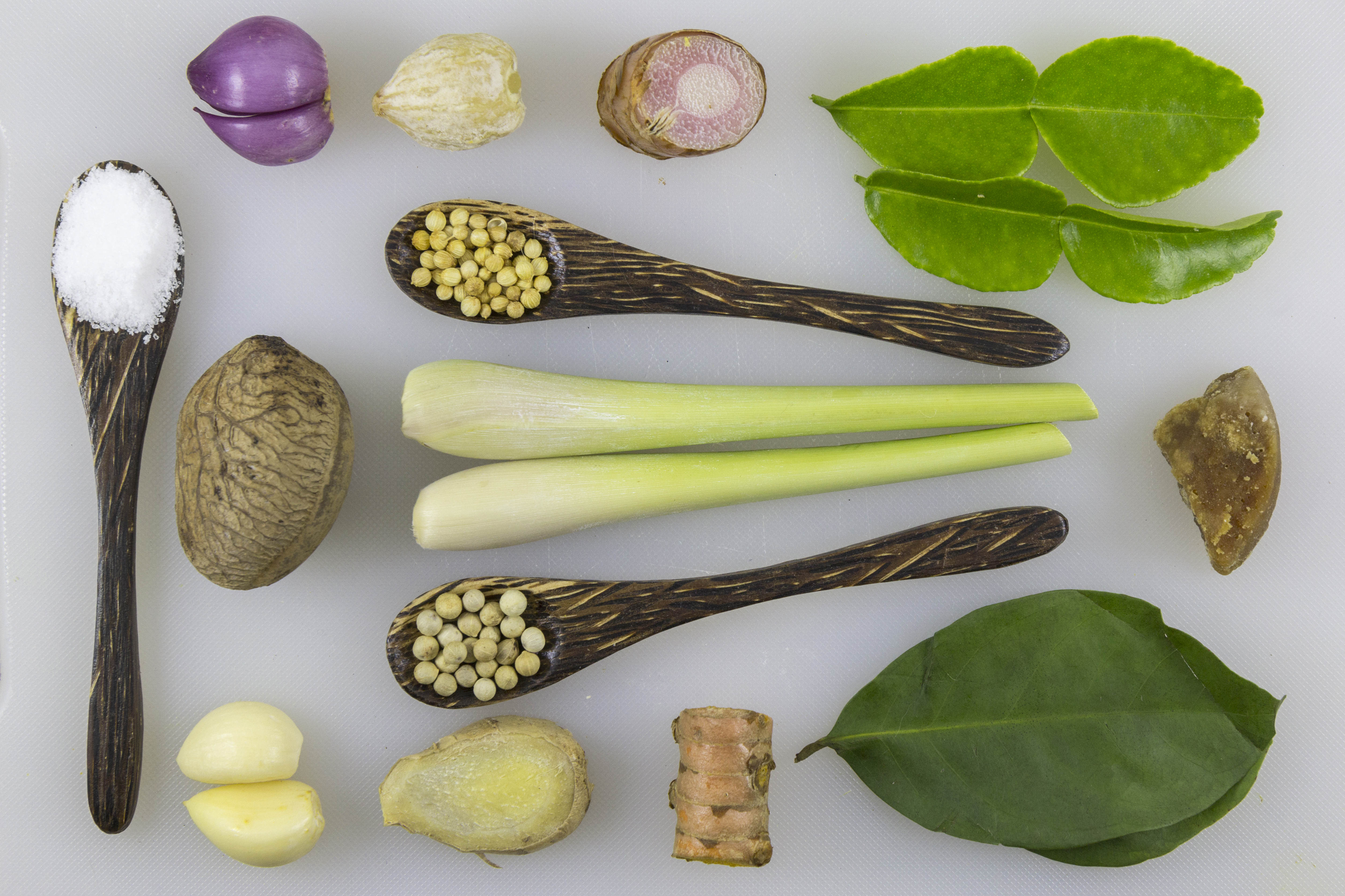
Die Gewürze, Kräuter und Würzmittel, die üblicherweise zur Herstellung von Rawon verwendet werden: Zucker, Knoblauch, Schalotten, Keluak/Pucung, Kandelnuss, Koriander, Pfeffer, Zitronengras, Ingwer, Kencur, Galgant, Palmzucker, Limettenblätter und Lorbeerblätter

Die Suppe besteht aus einer zerkleinerten Mischung aus Knoblauch, Schalotten, Keluak, Ingwer, Kerzennuss, Kurkuma, rotem Chili und Salz, die in Öl angebraten wird. Die angebratene Mischung wird dann in gekochte Rinderbrühe mit gewürfelten Rindfleischscheiben gegossen.
Zitronengras, Galgant, Lorbeerblätter, Kaffernlimettenblätter und Zucker werden dann als Gewürze hinzugefügt. Die besondere dunkle oder schwarze Farbe von Rawon kommt vom Keluak als Hauptgewürz. Die Suppe wird normalerweise mit grünen Zwiebeln und gebratenen Schalotten garniert und mit Reis serviert. Weitere Beilagen sind Bohnensprossen, gesalzenes Ei, Krupuk und gebratene Tolo-Bohnen (black-eyed pea).

## Geschichte
Rawon ist eines der ältesten historisch belegten Gerichte des alten Java. Es wurde in einer alten javanischen Taji-Inschrift (901 n. Chr.) aus der Zeit des Mataram-Königreiches als javanisch rarawwan erwähnt.

## Varianten
Es gibt verschiedene Varianten von Rawon, wobei das Rawon aus Surabaya am beliebtesten ist. Eine Version namens indonesisch rawon setan ‚Teufelsrawon‘ wird an indonesischen Essensständen (indonesisch Warung ‚Lädelchen‘) verkauft, die von Mitternacht bis zum Morgengrauen geöffnet sind – angeblich die Stunden, in denen der Teufel umherzieht.
In der balinesischen Küche wird für Rawon kein Keluak verwendet, daher ist die Farbe braun statt schwarz. Außerdem bevorzugen die Balinesen, die überwiegend Hindus sind, eher Schweinefleisch als Rindfleisch.